# Episodi di CBS Summer Playhouse (seconda stagione)
La seconda stagione della serie televisiva CBS Summer Playhouse è stata trasmessa in anteprima negli Stati Uniti d'America dalla CBS tra il 21 giugno 1988 e il 6 settembre 1988.
| nº | Titolo originale      | Titolo italiano | Prima TV USA     | Prima TV Italia |
| -- | --------------------- | --------------- | ---------------- | --------------- |
| 1  | My Africa             |                 | 21 giugno 1988   |                 |
| 2  | Real Life             |                 | 28 giugno 1988   |                 |
| 3  | Old Money             |                 | 28 giugno 1988   |                 |
| 4  | The Pretenders        |                 | 5 luglio 1988    |                 |
| 5  | Baby on Board         |                 | 12 luglio 1988   |                 |
| 6  | Dr. Paradise          |                 | 12 luglio 1988   |                 |
| 7  | The Johnsons Are Home |                 | 19 luglio 1988   |                 |
| 8  | Limited Partners      |                 | 19 luglio 1988   |                 |
| 9  | Silent Whisper        |                 | 26 luglio 1988   |                 |
| 10 | Fort Figueroa         |                 | 2 agosto 1988    |                 |
| 11 | Whattley by the Bay   |                 | 9 agosto 1988    |                 |
| 12 | Sniff                 |                 | 9 agosto 1988    |                 |
| 13 | Off Duty              |                 | 16 agosto 1988   |                 |
| 14 | Roughhouse            |                 | 16 agosto 1988   |                 |
| 15 | Mad Avenue            |                 | 23 agosto 1988   |                 |
| 16 | Further Adventures    |                 | 30 agosto 1988   |                 |
| 17 | Tickets, Please       |                 | 6 settembre 1988 |                 |
| 18 | Some Kinda Woman      |                 | 6 settembre 1988 |                 |